# Campeonato Capixaba de Futebol de 1994
O Campeonato Capixaba de 1994 foi campeonato de futebol do estado do Espírito Santo. A competição foi organizada pela Federação de Futebol do Estado do Espírito Santo entre 27 de fevereiro e 7 de agosto reunindo dezesseis equipes. A equipe campeã do campeonato, Desportiva Ferroviária, além de São Mateus e Estrela do Norte garantiram vaga no Campeonato Brasileiro de Futebol de 1995 - Série C.

## Formato
No Campeonato Capixaba de 1994 as dezesseis equipes jogaram em turno e returno, todos contra todos. O campeonato foi de pontos corridos. Como a Desportiva Ferroviária, campeão do torneio, já disputava o Campeonato Brasileiro, as vagas correspondeste ao Espírito Santo ficaram com São Mateus e  Estrela do Norte.
A equipe que terminou em último lugar na classificação geral, Rio Branco Futebol Clube, foi rebaixada para a segunda divisão do estadual.

### Critérios de desempate
Os critério de desempate foram aplicados na seguinte ordem: